# Tenzorový počet
Tenzorový počet je oblast matematiky, která studuje (a využívá) tenzory. Její část, která pracuje pouze s vektory, se nazývá vektorový počet. Algebraickými vlastnostmi tenzorů se zabývá tenzorová algebra; její speciální částí je vektorová algebra, zaměřující se na algebraické vlastnosti vektorů. Analytickými vlastnostmi tenzorů se zabývá tenzorová analýza. Její speciální částí je vektorová analýza, která se orientuje pouze na analytické vlastnosti vektorů.